# Chaudron (récipient)
Pour les articles homonymes, voir Chaudron.
Ne doit pas être confondu avec Marmite (ustensile).

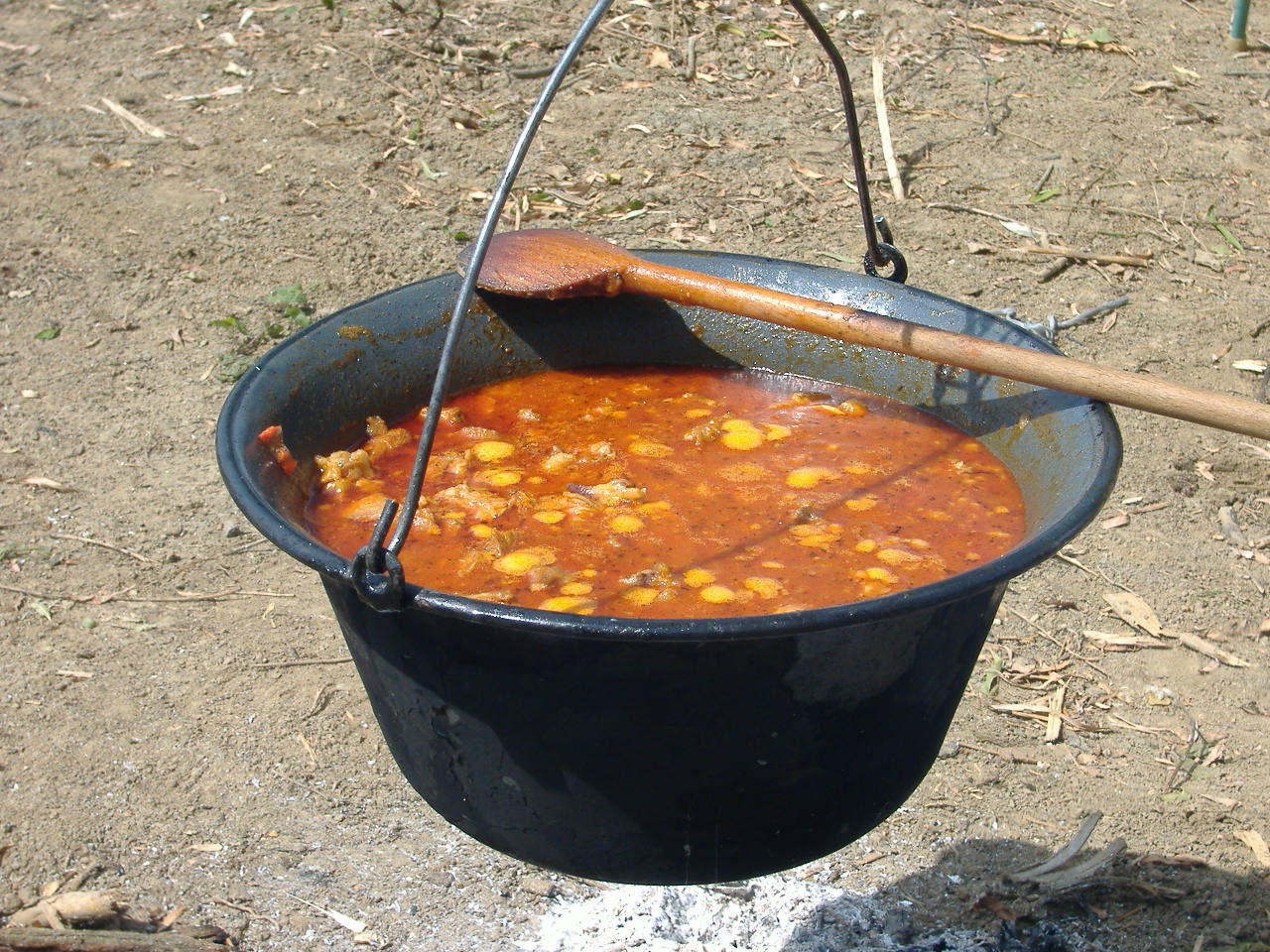
Goulasch cuisant dans un chaudron.

Un chaudron est un récipient pourvu soit d'une anse, soit de pieds ou d'une anse et de pieds, destiné à la cuisson d’aliments, qui est tantôt suspendu dans l’âtre d’une cheminée ou au-dessus d’un feu de camp ou posé au-dessus de ce dernier.

## Fabrication
Le chaudron est généralement en cuivre ou en fonte, et sa fabrication relève de la chaudronnerie.

## Usages
Le chaudron sert à la préparation d’aliments bouillis ou mijotés, comme des ragoûts ou des potages.
De grande taille, dans la Rome antique, il servait parfois comme supplice, rempli d'huile ou de poix bouillante.

## Symbole

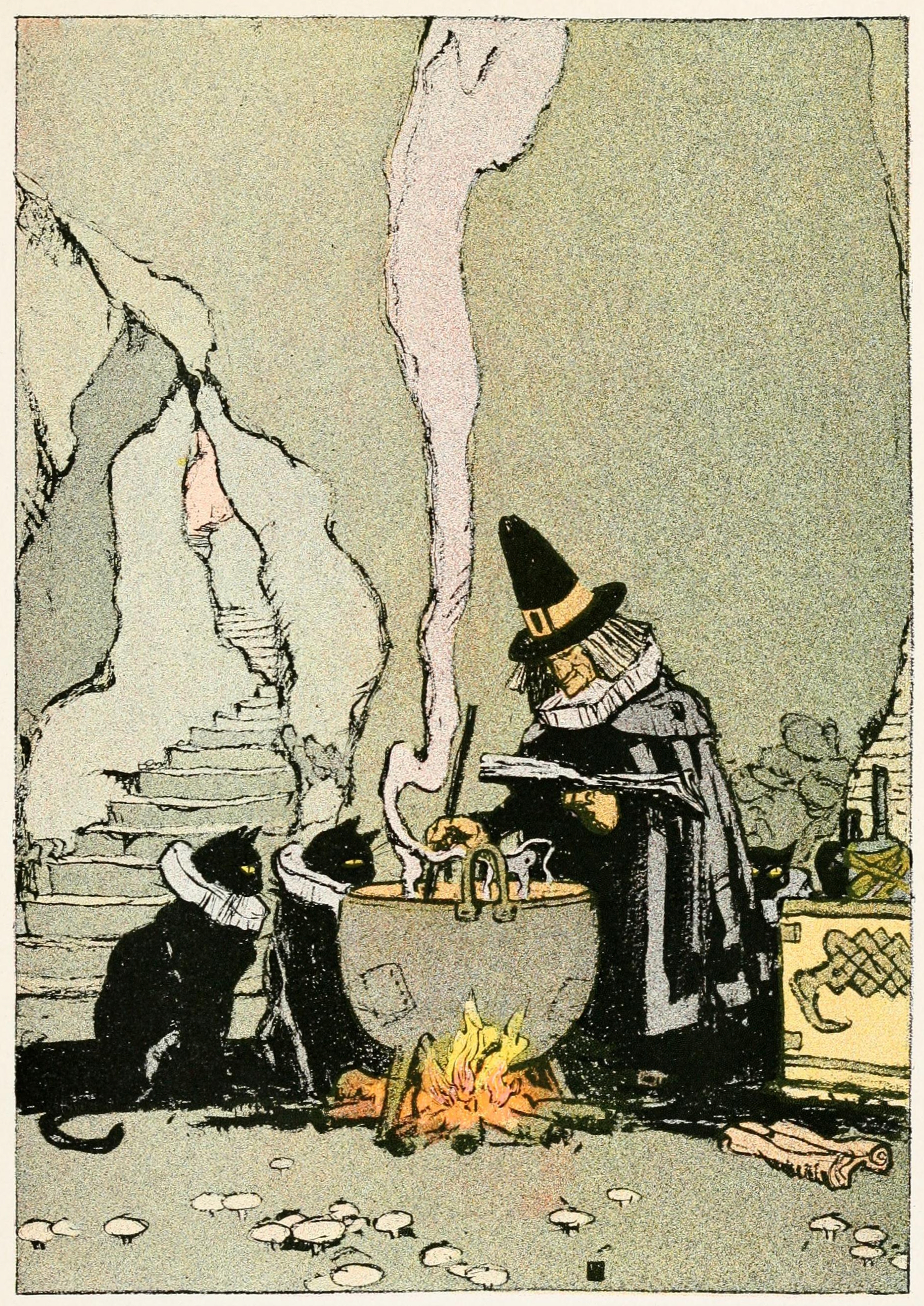
Chaudron sur feu extérieur. Illustration du conte Blanche-Neige, version de Jessie Braham White (1913).

Le chaudron est souvent associé aux sorcières, que l’on représente y préparant des potions. Ce récipient était autrefois un ustensile banal de la vie domestique mais le lien avec la sorcellerie pourrait dater du 15e siècle. L'image de femmes réunies autour d’un chaudron devint alors synonyme de sorcellerie et le chaudron en devint un stéréotype. Dans la première scène du quatrième acte de Macbeth, Shakespeare en 1606, fait apparaitre das son récit trois femmes terrifiantes qui chantent sur une lande embrumée : « Redoublons, redoublons de travail et de peine / Brûle, feu ; bouillonne, chaudron ».